# Microbiotheriidae
Die Microbiotheriidae sind eine Familie der Beuteltiere (Marsupialia), die 1889 durch den argentinischen Naturforscher Florentino Ameghino eingeführt wurde, um einige Beuteltierfossilien (Gattungen Microbiotherium, Stilotherium) aus dem späten Oligozän und frühen Miozän von Patagonien zu klassifizieren. Man hielt die Microbiotheriidae für ausgestorben, bis der argentinische Paläontologe Osvaldo Reig im Jahr 1955 feststellte, das die Paukenblase (Bulla tympanica), die Ontogenese des Zwischenkieferbeins und die Muster auf den Backenzähnen von Microbiotherium Gemeinsamkeiten mit den Ausprägungen bei der rezenten Chiloé-Beutelratte (Dromiciops gliroides) aufweist und stellt die Gattung Dromiciops, die vorher zur Familie der Beutelratten (Didelphidae) gehörte, daraufhin in die Microbiotheriidae.

## Merkmale
Ein wichtiges gemeinsames Merkmal der fossilen Microbiotheriidae und der Gattung Dromiciops ist die Basiszahnformel:
| 5 | · | 1 | · | 3 | · | 4 | = 50 |
| 4 | · | 1 | · | 3 | · | 4 | = 50 |

Weitere gemeinsame Merkmale sind unter anderen die gleichmäßig angeordneten vier unteren Schneidezähne, die runden Zahnfächer der Schneidezähne, die kurze und flache Unterkiefersymphyse und die dreiteilige, große Paukenblase.
Die Microbiotheriidae sind näher mit den australischen Beuteltieren verwandt als mit den übrigen südamerikanischen Beuteltieren (Beutelratten und Mausopossums (Caenolestidae)).

## Gattungen
- Dromiciops, rezent, Mittelchile
- Eomicrobiotherium †, frühes Miozän, Argentinien
- Khasia †, frühes Paläozän, Bolivien
- Marambiotherium †, mittleres Eozän, Seymour-Insel (Antarktis)
- Microbiotherium †, spätes Oligozän und frühes Miozän, Argentinien
- Mirandatherium †, mittleres Paläozän, Brasilien
- Pachybiotherium †, frühes und mittleres Miozän, Argentinien, Kolumbien
- Pucadelphys †, frühes Paläozän, Bolivien
- Stilotherium †, spätes Oligozän und frühes Miozän, Argentinien

## Belege
1. 1 2 3  Eduardo Palma & Alejandro Valladares-Gómez: Family Microbiotheriidae (Monito del Monte). Seite 200–201 in Don E. Wilson, Russell A. Mittermeier: Handbook of the Mammals of the World – Volume 5. Monotremes and Marsupials. Lynx Editions, 2015, ISBN 978-84-96553-99-6